# Пигаль

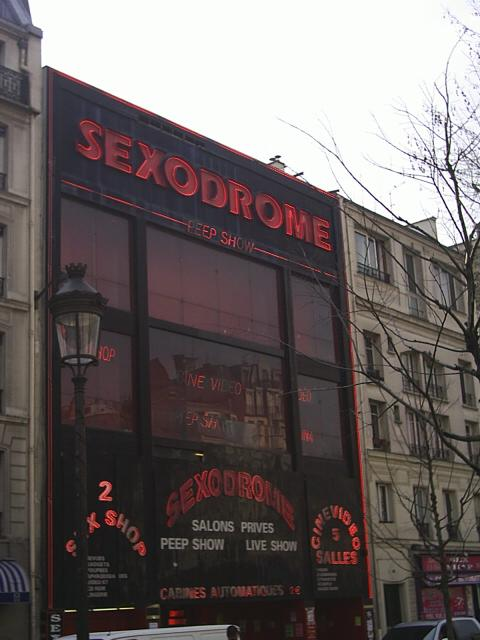
Типичное здание на бульваре Клиши

Пига́ль (фр. Pigalle) — район красных фонарей в Париже, расположенный вокруг площади Пигаль. Находится на границе 9-го и 18-го муниципальных округов. Площадь названа в честь французского скульптора Жана-Батиста Пигаля (1714—1785).
Когда-то парижан и гостей города в квартал Пигаль влекли запретные развлечения вроде фривольного кабаре «Мулен Руж» и театра ужасов «Гран Гиньоль» (последний ныне закрыт). В наше время Пигаль известен своими многочисленными секс-шопами на площади Пигаль и главных улицах. Прилегающие к ним переулки заполнены борделями. Южная часть площади Пигаль занята музыкальными магазинами, где продают музыкальные инструменты и принадлежности.

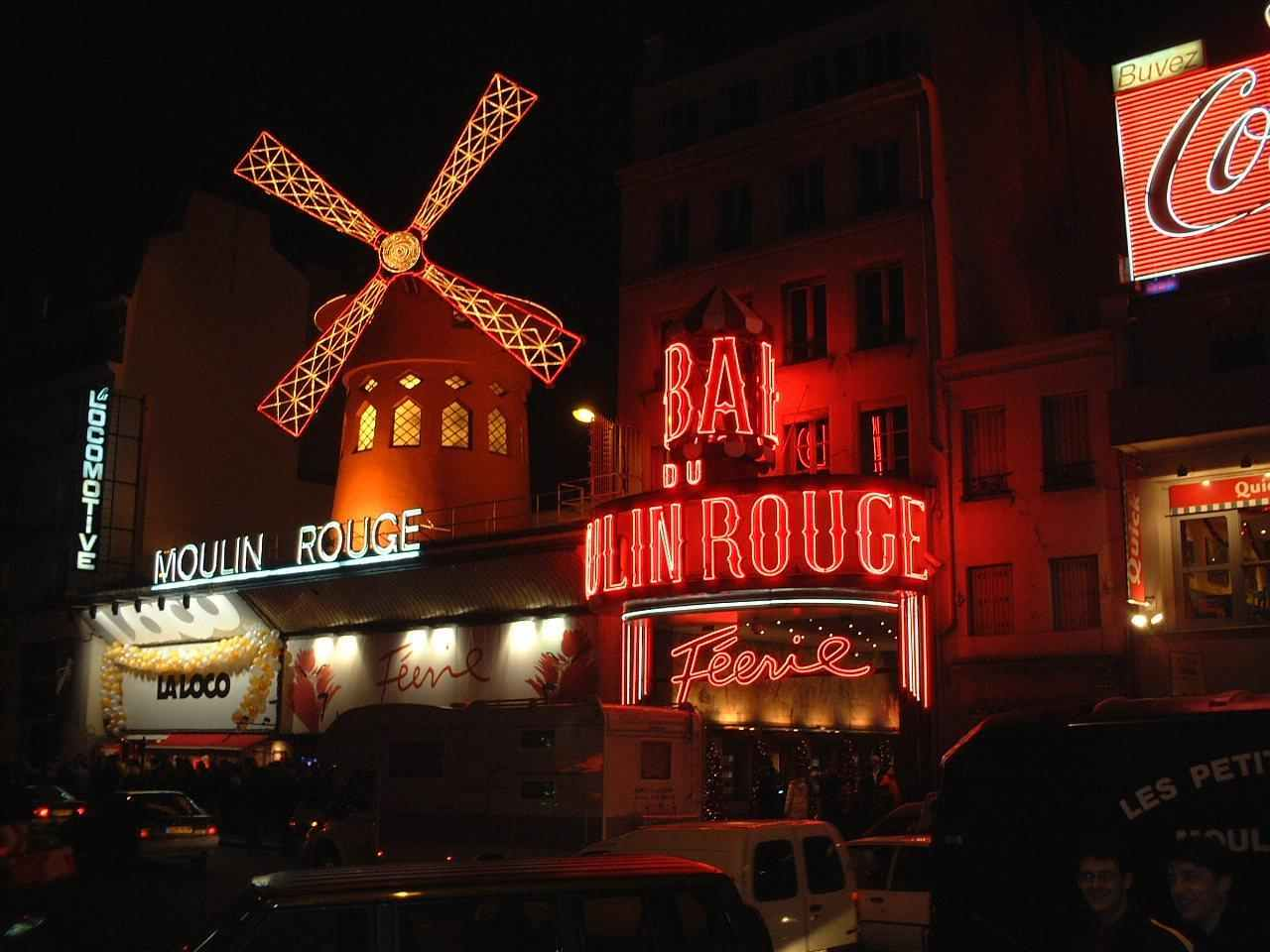
Вид на Мулен Руж и бульвар Клиши ночью

Студия Тулуза-Лотрека находилась в Пигале, сам он был завсегдатаем Мулен Ружа и часто рисовал проституток и жизнь монмартрских кабаре. Также в своё время здесь жили Пикассо и Ван Гог. Работы Сальвадора Дали выставлены неподалёку в музее Espace Dalí. Кроме того, здесь находится Музей эротики (Musée de l'Érotisme).
Улица Пигаль, площадь Пигаль и прилегающий к ней квартал выступают местом действия нескольких детективов Ж. Сименона о комиссаре Мегрэ.
Пигаль — конечная остановка «Монмартробюса», кроме того можно добраться на метро: пересадочный узел «Пигаль» линий 2 и 12.